# Melitta arrogans
Melitta arrogans är en biart som först beskrevs av Smith 1879.  Melitta arrogans ingår i släktet blomsterbin, och familjen sommarbin. Inga underarter finns listade i Catalogue of Life.